# Hans-Georg Wiedemann
Hans-Georg Wiedemann (* 29. Juli 1936 in Berlin; † 11. Januar 2015) war ein deutscher evangelischer Theologe, Sexualberater und Autor.

## Leben
Hans-Georg Wiedemann studierte an der Universität Göttingen Rechtswissenschaft und Theologie. Später absolvierte er eine Zusatzausbildung zum Sexualberater. Von 1973 bis zu seinem Ruhestand im Jahre 2001 war er Gemeindepfarrer an der Markuskirche in Düsseldorf-Vennhausen. Er war Lehrbeauftragter für Praktische Theologie in Bonn (um 1982 herum), Lehrbeauftragter für Sexualethik (um 1997 herum), Synodalbeauftragter für Homosexuelle des Kirchenkreises Düsseldorf-Ost, gehörte zum Vorstand der Telefonseelsorge in Düsseldorf.
Über seinen Ruhestand hinaus war er wissenschaftlicher Leiter der Internationalen Gesellschaft für Tiefenpsychologie, arbeitete als Beziehungs- und Lebensberater in der evangelischen Beratungsstelle Düsseldorf in der Chatseelsorge der evangelischen Kirche, sowie in der Männerarbeit der Evangelischen Kirche in Deutschland (EKD). Er leitete Gruppen zu Fragen der Sexualität sowie Männergruppen, darunter die Selbsthilfegruppe für Eltern homosexuell liebender Kinder.
Sein Buch Homosexuelle Liebe. Für eine Neuorientierung in der christlichen Ethik gilt als Standardwerk in der evangelischen Kirche. Ihm liegt eine Umfrage unter homosexuellen Menschen zugrunde. Durch dieses ist er quasi auch Initiator der Diskussion zu diesem Thema in der Rheinischen Landeskirche. Das Buch Homosexuell. Das Buch für homosexuell Liebende, ihre Angehörigen und ihre Gegner ist quasi eine Neuauflage von Homosexuelle Liebe. Es ist gänzlich neu gegliedert und nach einigen Meinungen dadurch lesbarer. Weitere Arbeiten liegen thematisch im Bereich der Männerbewegung beziehungsweise der Männeremanzipation und dem Ruhestand.
Sein Freund, der politische Kabarettist Peter Thomas Heydrich, war Neffe und Patenkind von SS-Obergruppenführer Reinhard Heydrich. Wiedemann stellte nach dem Tode Heydrichs aus Tonbandmitschnitten von Gesprächen das Buch Ich war der Kronprinz von Heydrich zusammen.
Seine Frau Hildegard war zeitweise Ratsfrau für Bündnis 90/Die Grünen in Düsseldorf. Gemeinsam bekamen sie vier Söhne.

## Publikationen
- Artikel und Zeitschriftenaufsätze zu Sexualethik, Männeremanzipation und Drittes Lebensalter
- Zahlreiche Predigtmeditationen in „Predigtstudien“, herausgegeben von Roman Roessler u. a. (Kreuzverlag)

### Bücher
- Die Praxis der Predigtvorbereitung (Predigtstudien, Beiheft 3). Kreuz Verlag, Stuttgart 1975, ISBN 3-7831-0474-2.
- Homosexuelle Liebe. Für eine Neuorientierung in der christlichen Ethik. Kreuz Verlag, Stuttgart 1982, ISBN 3-7831-0657-5,
2. Auflage 1989, 3. Auflage 1991 mit einem Vorwort von Manfred Josuttis und einem Gespräch mit Helmut Kentler, mit Beiträgen von Rolf Gindorf, Hans-Peter Föhrding, Paul Berbers (katholisch).
- Plädoyer für Männer-Freundschaft. Kreuz Verlag, Stuttgart 1992.
- Homosexuell. Das Buch für homosexuell Liebende, ihre Angehörigen und ihre Gegner. Kreuz Verlag, Stuttgart 1995, ISBN 3-7831-1376-8; 2. veränderte Auflage 2005 (laut HuK quasi eine Neuauflage des Buches Homosexuelle Liebe mit neuer Gliederung, mit Kapitel von Helmut Kentler, Rainer Stuhlmann, Magdalene Bußmann (katholisch)).
- mit Heidi Hassenmüller: Warum gerade mein Kind? Kommentierte Interviews mit Eltern homosexueller Kinder. Patmos, Düsseldorf 1998, ISBN 3-491-72383-3;
2. Auflage mit Udo Rauchfleisch und Heidi Hassenmüller, Patmos, Düsseldorf 2006, ISBN 3-530-40187-0 (Rezension von Kim Kindermann).
- Mit Hans-Peter Ehmke u. a.: Liebe. Unser Sohn ist schwul. Unsere Tochter ist lesbisch. Junge Lesben und Schwule und ihre Eltern. Elterngruppe Düsseldorf und Jugendnetzwerk Lambda e.V., Düsseldorf 1997.
- Der Mensch ist Sehnsucht. Betrachtungen aus Predigten in der Markuskirche Düsseldorf. Books on Demand, 2001, ISBN 3-8311-1780-2.
- „Ich war der Kronprinz von Heydrich.“ Eine Kindheit im Schatten des Henkers von Prag. Kreuzverlag, Stuttgart 2006, ISBN 3-7831-2710-6.
- Hrsg. mit Christiane Neuen, Ingrid Riedel: Sinne – Sinnlichkeit – Sinn: Zur therapeutischen Relevanz der Sinne. Patmos, 2007, ISBN 3-491-42111-X.
- Hrsg. mit Christiane Neuen, Ingrid Riedel: Freiheit und Schicksal. Vom therapeutischen Umgang mit Zeit- und Lebensgeschichte. Patmos, 2008, ISBN 3-491-42120-9.

### Buchbeiträge
- Die Beurteilung homosexueller Beziehungen in Stellungnahmen der evangelischen Kirchen in der Bundesrepublik Deutschland. In: Helmut Kentler (Hrsg.): Die Menschlichkeit der Sexualität. Kaiser-Verlag, München 1983.
- Homosexualität und Bibel. In: Helmut Kentler (Hrsg.): Die Menschlichkeit der Sexualität. Kaiser-Verlag, München 1983.
- Schwul und dennoch Christ? In: Siegfried Dunde (Hrsg.): Katholisch und rebellisch. Rowohlt, Reinbek 1984.
- Zwischen Jesus und der Kirche unterscheiden. In: Hartmut Weber (Hrsg.): Was sagen die Leute, wer ich sei? Kreuzverlag, Stuttgart 1985.
- Männerfreundschaft und Zärtlichkeit. In: Manfred Mai (Hrsg.): Zärtlichkeit lässt Flügel wachsen. Kreuzverlag, Stuttgart 1985.
- Liebe – Sexualität – und die Krankheit AIDS. In: Johannes Korporal u. a. (Hrsg.): Mit AIDS leben. E. B. – Verlag, Rissen, 1987.
- Evangelische Sexualethik. In: Friedrich Koch (Hrsg.): Stichwörter zur Sexualerziehung. Beltz-Verlag, Weinheim/Basel 1989.
- Die Kirche und die homosexuelle Liebe im Zeitalter von Aids. In: Christel Becker-Kolle (Hrsg.): Schwarze Angst. Quell-Verlag, Stuttgart 1989.
- Homosexualität und Bibel. In: Günter Grau (Hrsg.): … und diese Liebe auch. EVA, Berlin 1989.
- Die Botschaft Gottes – Liebe als Engagement für die Wehrlosen. In: Klaus Laabs (Hrsg.): Lesben – Schwule – Standesamt: die Debatte um die Homoehe. Ch. Links, Berlin 1991, ISBN 3-86153-020-1.
- Zur Diskussion um die ungeliebte Liebe. In: Christoph Bizer u. a. (Hrsg.): Theologisches geschenkt. Festschrift für Manfred Josuttis. Foedus-Verlag, Bovenden 1996.
- Eros in Ecclesia? Sexualität und Spiritualität. In: Helga Egner (Hrsg.): Leidenschaft und Rituale. Walter-Verlag, Düsseldorf 1997.
- Abschied – Trennung – Neues Leben. In: Armin Beuscher u. a. (Hrsg.): Gewagtes Glück. Reflexionen zu Trennung und Scheidung. Verlag Neues Buch, Nidderau 1998.
- Animus und Phallus, die Wurzeln der Männlichkeit. In: Bischöfliches Ordinariat der Diözese Rottenburg Stuttgart (Hrsg.): Was macht den Mann zum Mann? 2001.
- Der Mensch ist Sehnsucht. Von der schöpferischen Kraft des Verlangens. In: Helga Egner (Hrsg.): Das Schöpferische. Von der Überwindung der Resignation. Walter-Verlag, 2002.
- Verlustgefühle und Trauer – „Der Übergang in den Ruhestand“. In: Ingrid Riedel (Hrsg.): Zeit zum Lachen – Zeit zum Weinen. Herder, 2003.
- Die Seele darf jetzt fliegen lernen, von der Spiritualität des Alterns. In: Doris Weber (Hrsg.): Wachsen ein Leben lang: Von der Spiritualität des Alterns (Publik-Forum Extra). Publik-Forum-Verlagsgesellschaft, 2003, ISBN 3-88095-131-4.
- „Mit sich selbst gut auskommen – einsam, gemeinsam, allein“. In: Verena Kast (Hrsg.): Inspirationen für ein gutes Leben. Herder, 2005.
- „Loslassen und Gelassenheit im Ruhestand“. In: Rüdel, Stadelhofer (Hrsg.): Wahrnehmen. Kleine-Verlag, Bielefeld 2005.
- Mit Hildegard Wiedemann: „Die dritte Lebensphase der Ehe“. In: Trude Dehn (Hrsg.): Alte Paare junges Glück. Wichern-Verlag, Berlin 2005.
- Trazer. In: Butzon, Bercker: Krafträume. Gedanken und Gebete für Männer. Lutherverlag, 2006.